# The Kick
The Kick (coreano: 더 킥?, thailandese: วอนโดนเตะ!!) è un film d'azione del 2011 diretto da Prachya Pinkaew, co-prodotto tra Corea del Sud e Thailandia.

## Trama
Moon Sa-beom è costretto a scappare in Thailandia, dove si ritroverà a dirigere un'antica palestra di taekwondo, attività della quale è maestro, a Bangkok. Anche tutta la sua famiglia pratica l'arte marziale in questione, che ognuno ha specializzato in un particolare campo: Mi-ja, la moglie, nel cucinare; Tae-yang, il figlio maggiore, nella danza; Tae-mi, la figlia, nel calcio; Tae-poong, il figlio minore, riesce invece a rompere qualunque oggetto col solo uso della sua fronte.
Per quanto Sa-beom voglia che uno dei suoi figli prenda in futuro le redini della palestra, nessuno lo vuole davvero. Quando un giorno Tae-yang sventa un tentativo di furto di un antico kriss da parte di una banda, il capo di quest'ultima, Pom, riesce a fuggire, minacciando vendetta.